# Bacchisa dapsilis
Bacchisa dapsilis es una especie de escarabajo longicornio del género Bacchisa, tribu Astathini, subfamilia Lamiinae. Fue descrita científicamente por Newman en 1842.

## Descripción
Mide 13-15,75 milímetros de longitud.

## Distribución
Se distribuye por Filipinas.